# Proechimys quadruplicatus
Espèce
Synonymes
- Proechimys amphichoricus Moojen, 1948

Statut de conservation UICN

 LC  : Préoccupation mineure

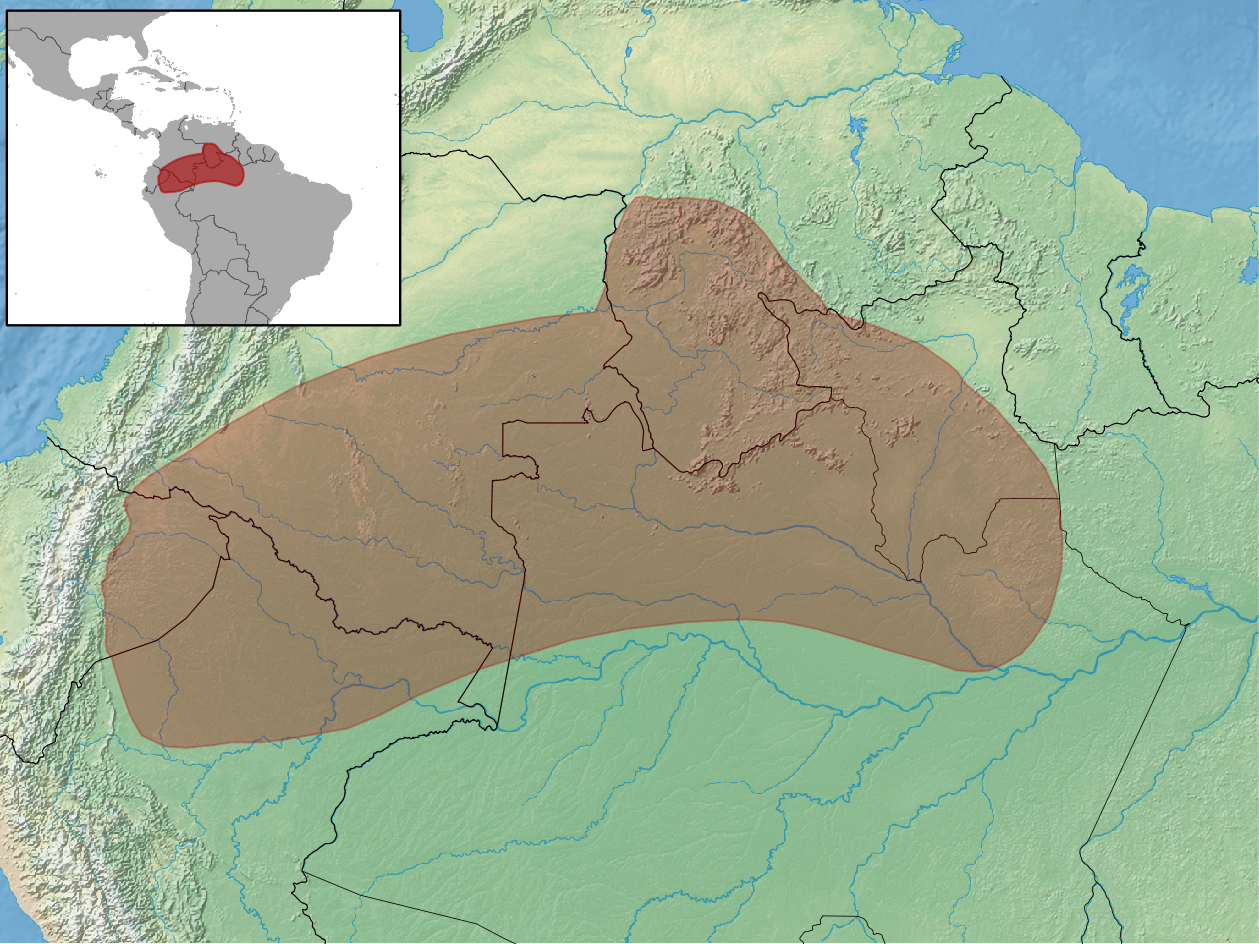
Répartition de l'espèce.

Proechimys quadruplicatus est une espèce de mammifères rongeurs de la famille des Echimyidae qui regroupe des rats épineux originaires d'Amérique latine.